# Antonio Fernández-Galiano
Antonio Fernández-Galiano Fernández (Barcelona, 17 de mayo de 1926-Madrid, 8 de noviembre de 1999) fue un político y jurista español, catedrático de Derecho Natural y Filosofía del Derecho.

## Biografía
Nacido el 17 de mayo de 1926 en Barcelona, y proveniente de la democracia cristiana, fue elegido senador en las listas de Unión de Centro Democrático (UCD) por la provincia de Guadalajara en las elecciones del 15 de junio de 1977, en la llamada legislatura constituyente, y en las elecciones de 1979.
Se convirtió posteriormente en el primer presidente preautonómico de la Junta de Comunidades de Castilla-La Mancha el 29 de noviembre de 1978, cargo que desempeñó hasta febrero de 1982. Fernández-Galiano contribuyó desde la presidencia de la preautonomía a dar los primeros pasos en el estatuto de Castilla-La Mancha como comunidad autónoma.
Diputado de la i legislatura de la Asamblea de Madrid, murió en el madrileño hospital de Puerta de Hierro el 8 de noviembre de 1999.